# Punceres
Punceres is een gemeente in de Venezolaanse staat Monagas. De gemeente telt 33.800 inwoners. De hoofdplaats is Quiriquire.